# موش‌صاریغ دم‌چاق کریمی
موش‌صاریغ دم‌چاق کریمی (نام علمی: Thylamys karimii) نام یک گونه از سرده موش‌صاریغ‌های دم‌چاق است.